# Segerstedthuset

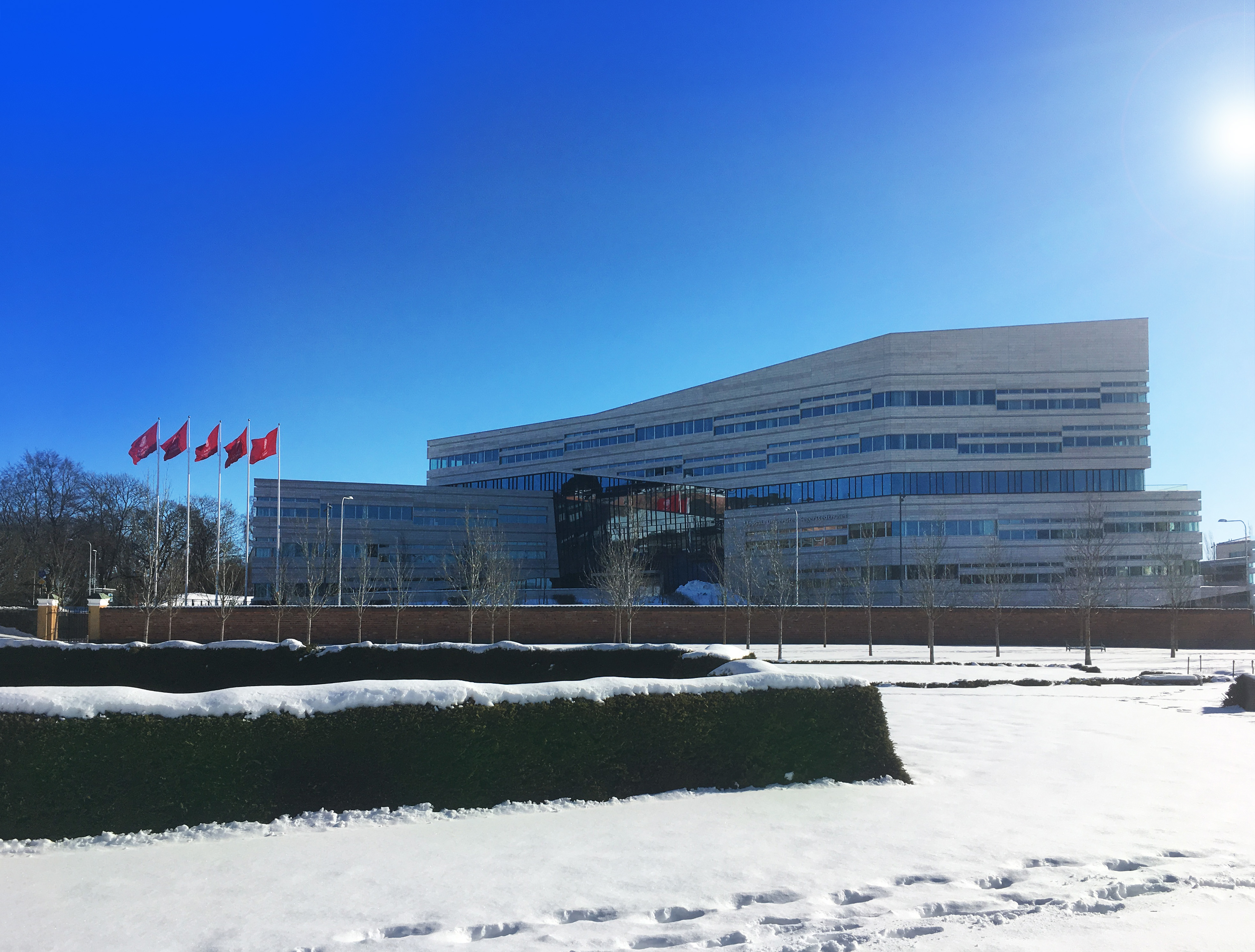
Segerstedthuset (marzo 2018)

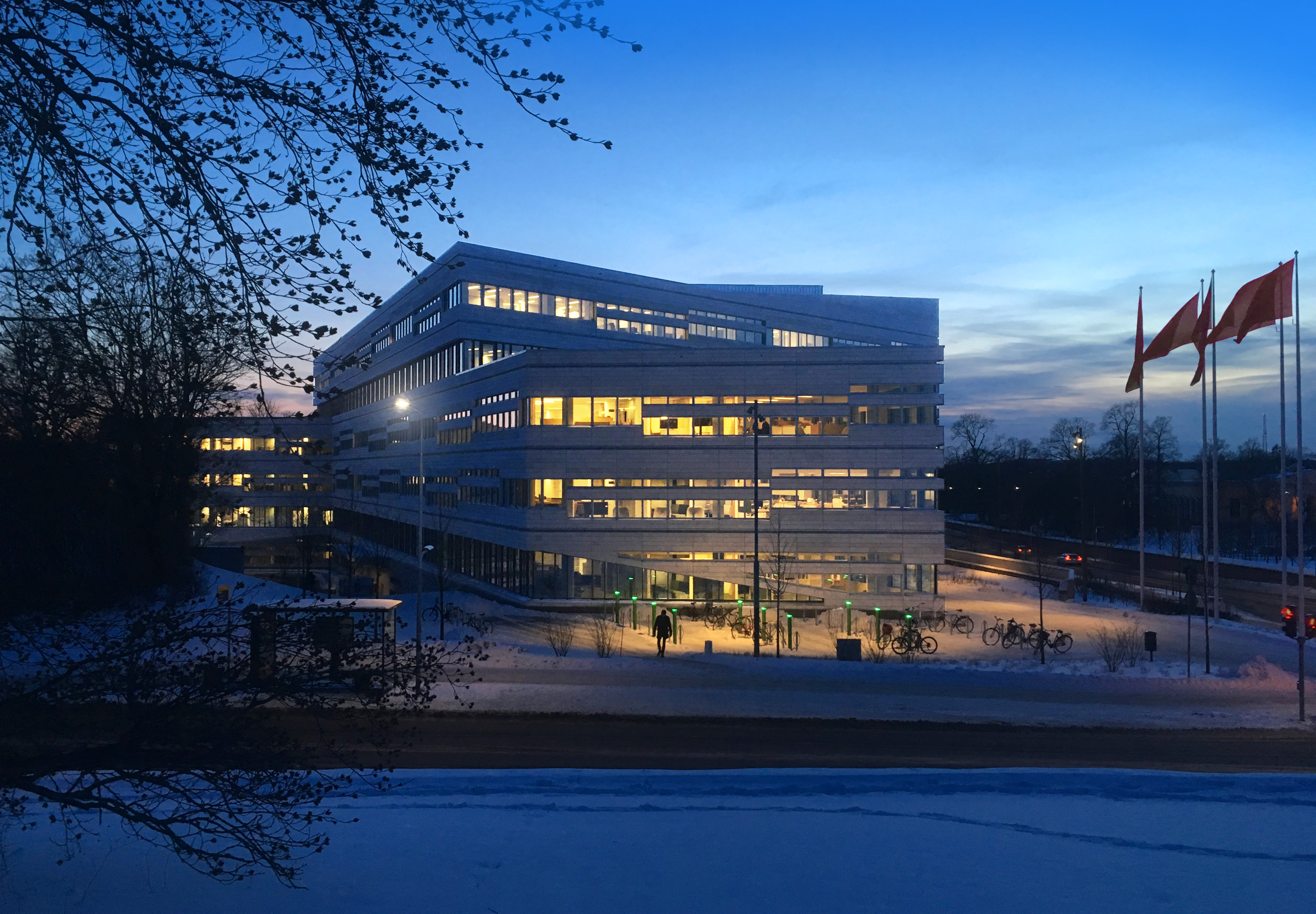
Vista dal castello di Uppsala

Segerstedthuset è un edificio situato nella città svedese di Uppsala, locato tra il castello di Uppsala, l'orto botanico dell'Università di Uppsala e Blåsenhus. Ospita la cancelleria, l'amministrazione e gli archivi centrali dell'Università di Uppsala e prende il nome dal filosofo svedese Torgny T:son Segerstedt, che fu rettore dell'ateneo tra il 1955 e il 1978.

## Storia
L'amministrazione dell'Università di Uppsala si espanse notevolmente negli anni 1950, occupando i locali di Skandalhuset, palazzo situato in S:t Olofsgatan di fronte a Universitetshuset.
Il nuovo edificio destinato ad ospitare l'amministrazione venne progettato dallo studio di architettura danese 3XN per gli esterni, mentre gli interni vennero progettati dallo studio svedese Indicum inredningsarkitektur. La costruzione ebbe inizio nell'ottobre 2014 e venne completata nel maggio 2017, con l'inaugurazione avvenuta il 1º settembre dello stesso anno.
Il design dell'edificio ha incontrato anche alcune critiche. Segerstedthuset venne nominato da Arkitekturupproret come peggior progetto del 2016, definito come "un incrocio tra un tragetto per la Finlandia e un grosso televisore", e nel novembre 2016 ottenne il Kasper Kalkon-priset, premio satirico, come "peggior costruzione del 2016".